# Брлог (Оточац)
Брлог је насељено мјесто у Лици. Припада граду Оточцу, у Личко-сењској жупанији, Република Хрватска.

## Географија
Брлог је удаљен око 14 км сјеверозападно од Оточца.

## Култура
У Брлогу је сједиште истоимене парохије Српске православне цркве. Парохија Брлог припада Архијерејском намјесништву личком у саставу Епархије Горњокарловачке. У Брлогу се налази храм Српске православне цркве Свети Сава саграђен 1740. године, а спаљен у рату 1991–1995. године. У току је обнова храма. Парохију сачињавају: Брлог, Брлошка Дубрава, Дренов Кланац, Српско Поље, Мелнице и Вратник.

## Историја
Манојло Грбић у „Карловачком владичанству“ у дијелу о насељавању Брлога пише да су 1609. у Рибнику Срби, раја, због силних намета подигли устанак против бега, убили неке Турке и отишли за Брлог на имање Сигисмунда Гусића.
Исак Д. Влашић је написао књигу "Завичајна гнијезда" која говори о Брлогу, Дреновом Кланцу и околним селима.
Племе Будисављевића (чији преци долазе из метохијских Пећана) је населило овај крај, дошавши из Рибника, а по ослобођењу Крбаве од Турака оснивају истоимено село Пећане, и добар дио их се сели у нови завичај, одакле је и Јованка Будисављевић Броз.

## Становништво
Према попису из 1991. године, насеље Брлог је имало 411 становника, међу којима је било 303 Срба, 94 Хрвата и 14 осталих. Према попису становништва из 2001. године, Брлог је имао 127 становника. Брлог је према попису становништва из 2011. године, имао 279 становника.
| Националност       | 1991. | 1981. | 1971. | 1961. |
| Срби               | 303   | 276   | 398   | 760   |
| Хрвати             | 94    | 110   | 119   | 411   |
| Југословени        |       | 90    |       |       |
| Муслимани          | 1     |       | 3     | 19    |
| Македонци          |       |       | 1     |       |
| Словенци           |       |       | 1     |       |
| остали и непознато | 13    | 7     | 4     | 6     |
| Укупно             | 411   | 483   | 525   | 1.196 |

| Демографија | Демографија | Демографија |
| Година      | Становника  | Становника  |
| ----------- | ----------- | ----------- |
| 1961.       | 1.196       |             |
| 1971.       | 525         |             |
| 1981.       | 483         |             |
| 1991.       | 411         |             |
| 2001.       | 127         |             |
| 2011.       |             | 279         |

## Попис 1991.
На попису становништва 1991. године, насељено место Брлог је имало 411 становника, следећег националног састава:
| Попис 1991.‍  | Попис 1991.‍  | Попис 1991.‍ | Попис 1991.‍ | Попис 1991.‍ |
| ------------ | ------------ | ----------- | ----------- | ----------- |
|              |              |             |             |             |
| Срби         | Срби         |             | 303         | 73,72%      |
| Хрвати       | Хрвати       |             | 94          | 22,87%      |
| Руси         | Руси         |             | 2           | 0,48%       |
| Муслимани    | Муслимани    |             | 1           | 0,24%       |
| Чеси         | Чеси         |             | 1           | 0,24%       |
| остали       | остали       |             | 3           | 0,72%       |
| неопредељени | неопредељени |             | 2           | 0,48%       |
| регион. опр. | регион. опр. |             | 1           | 0,24%       |
| непознато    | непознато    |             | 4           | 0,97%       |
| укупно: 411  |              |             |             |             |